# Shuri (Universo cinematográfico de Marvel)
Shuri es un personaje ficticio interpretado principalmente por Letitia Wright en el Universo cinematográfico de Marvel (MCU) basada en el personaje de Marvel Comics del mismo nombre, también inspirado en el personaje Q de James Bond. Es presentada como la hermana menor valiente y experta en tecnología de T'Challa, y la hija de T'Chaka y Ramonda, todos los monarcas anteriores de Wakanda. Muy inteligente y maestra ingeniera, es la principal científica de Wakanda y la princesa del país. Después de la muerte de su padre, Shuri ayuda a su hermano a recuperar el trono de Wakanda de manos de su primo N'Jadaka y luego ayuda a eliminar la programación de Bucky Barnes. Más tarde, ayuda a los Vengadores al intentar usar su tecnología para quitar de forma segura la Gema de la Mente de la cabeza de Vision. Sin embargo, Corvus Glaive la detiene y poco después es víctima del Blip. Después de volver a la vida, se une a la batalla contra un Thanos alternativo. Tras la muerte de su hermano y su madre, se convierte en la nueva Pantera Negra, derrotando a Namor en combate y formando una alianza con Talokan contra el resto del mundo.
Hasta 2023, el personaje ha aparecido en 4 películas. La interpretación de Wright de Shuri ha sido bien recibida.
Varias versiones alternativas de Shuri aparecen en la serie animada What If...?, en el que es interpretada en voz por  Ozioma Akagha.

## Biografía del personaje ficticio

### Ayudando a T'Challa y Bucky Barnes
En 2016, con la muerte de su padre, T'Chaka, su hermano T'Challa asume el trono de Wakanda. Ella asiste a su ceremonia de coronación con su madre Ramonda. En la ceremonia, el líder de la tribu Jabari, M'Baku, desafía a T'Challa por la corona en un combate ritual y se burla de él por su uso de la tecnología de Shuri. Aunque M'Baku inicialmente tiene la ventaja, T'Challa derrota a M'Baku y lo convence de rendirse en lugar de morir. Después de que Ulysses Klaue y su cómplice Erik "Killmonger" Stevens robaran un artefacto Wakandiano de un museo de Londres, T'Challa, Okoye y Nakia viajan a Busan, Corea del Sur, y Shuri le proporciona a T'Challa un nuevo traje de Pantera Negra que absorbe las vibraciones. Shuri participa en la persecución de autos que sigue a través de un holograma. Después de que Everett K. Ross, un agente de la CIA resulta gravemente herido al proteger a Nakia, T'Challa lleva a Ross a Wakanda, donde Shuri cura a Ross con tecnología de vibranio.
Nakia, Shuri, Ramonda y Ross luego huyen a la tribu Jabari en busca de ayuda después de que Erik Stevens, que se reveló como el primo de T'Challa y Shuri, N'Jadaka, toma el trono de Wakanda en combate y arroja a T'Challa por una cascada, presumiblemente a su muerte. Encuentran a un T'Challa en coma, rescatado por los Jabari en pago por salvarle la vida a M'Baku. Curado por una hierba en forma de corazón que robó Nakia, T'Challa regresa para luchar contra N'Jadaka y lo derrota después de que Shuri inicia un tren de levitación magnética, lo que quita el poder al traje de Pantera Negra de N'Jadaka. Después de matar a N'Jadaka, T'Challa establece en Oakland, California, un centro de divulgación y ayuda en el edificio donde murió el padre de N'Jadaka, N'Jobu, para ser dirigido por Nakia y Shuri. Shuri también ayuda a Bucky Barnes con su recuperación del lavado de cerebro de Hydra, llamándolo el 'Lobo Blanco'.

### Infinity War y resurrección
En 2018, T'Challa le informa a Shuri que necesita ayuda y se encuentra con Steve Rogers, Bruce Banner, Natasha Romanoff y Wanda Maximoff en el centro médico, quienes le piden que retire de forma segura la Gema de la Mente de Vision. Shuri comienza a trabajar, mientras está protegida por Maximoff. Sin embargo, a medida que avanza la batalla en los campos, Maximoff deja su puesto, lo que sin darse cuenta permite que Corvus Glaive se infiltre en el centro médico, lo que le impide terminar su trabajo. Momentos después, ocurre el Blip y Shuri se desintegra.
En 2023, Shuri vuelve a la vida y los Maestros de las Artes Místicas la llevan a través de un portal al Complejo de los Vengadores destruido para unirse a la batalla contra un Thanos alternativo y su ejército. Posteriormente, regresa a casa y se reencuentra con su madre. Una semana después, asiste al funeral de Tony Stark con su hermano y Okoye.

### Convirtiéndose en Pantera Negra y enfrentando a Namor
Poco después, T'Challa empieza a sufrir una extraña enfermedad; desesperada y contra el tiempo, Shuri intenta recrear sintéticamente la hierba en forma de corazón después de que Killmonger la quemara, pero no tiene éxito porque T'Challa sucumbe a la enfermedad y fallece.
Un año después de su muerte, Ramonda lleva a Shuri a quemar los atuendos que usaron para el funeral, lo que significa el final del período de luto. Shuri se niega a quemar el atuendo, ya que todavía está de duelo; también rechaza la suplica de Ramonda de que continúe su investigación sobre la hierba en forma de corazón, con la esperanza de crear un nuevo Black Panther que defienda a Wakanda, pero ella se niega debido a su creencia de que la Pantera Negra es una figura del pasado. Luego, las dos se encuentran con Namor, un mutante con alas en los tobillos, que ha pasado por alto los sistemas de seguridad avanzados de Wakanda. Él revela que la CIA ha utilizado una máquina de detección de Vibranium para localizar el metal bajo el agua. Namor responsabiliza a Wakanda por la carrera por el Vibranium y les ofrece un ultimátum: les pide que encuentren al científico que hizo la máquina y llévarselo, o hará la guerra a Wakanda. Con la información que consiguen de Ross, Shuri y Okoye viajan a Cambridge, Massachusetts, para conocer a la creadora de la máquina, la estudiante del MIT Riri Williams. Williams inicialmente se muestra reacia a ir con ellas, pero finalmente acepta. El grupo es perseguido por el FBI y emboscado por los guerreros de Namor, quienes se llevan a Shuri y Williams ante la presencia de Namor.
Namor le muestra a Shuri el reino submarino de Talokan, el cual ha gobernado y protegido durante siglos y es rico en Vibranium. Amargado por el mundo de la superficie que una vez lo rechazó, Namor ofrece una alianza con Wakanda contra el resto del mundo, pero promete destruir primero a Wakanda si se niegan. Nakia se infiltra en Talokan para rescatar a Shuri y Williams, y Namor toma represalias con un ataque contra la capital de Wakanda, inundando la ciudad. Durante el ataque, Ramonda se ahoga después de salvar a Williams del agua. Namor promete regresar en una semana y los ciudadanos de Wakanda evacuan a las Montañas Jabari.
Shuri, usando un remanente de la hierba que le dio a la gente de Namor sus habilidades bajo el agua, reconstruye sintéticamente la hierba en forma de corazón. Después de ingerir la hierba, es transportada al plano ancestral, donde se encuentra con Killmonger, quien la insta a matar a Namor como venganza por la muerte de su madre. Al despertar, Shuri descubre que ha obtenido los poderes de la Pantera Negra y viaja a las montañas para reunirse con las tribus de Wakanda, quienes la aceptan como su nueva protectora. M'Baku intenta persuadir a Shuri para que busque una solución pacífica al conflicto, pero ella no escucha y ordena un contraataque inmediato contra Namor.
Los guerreros de Wakanda, en su barco Sea Leopard, le tienden una trampa a Namor, atrayéndolo a él y a sus guerreros a la superficie, y se produce una batalla. Shuri separa a Namor del resto de su gente, con la intención de secarlo y debilitarlo. La pareja choca en una playa desierta y pelea. Shuri finalmente gana la partida, pero viendo como la venganza la ha consumido y queriendo no imitar su camino, decide perdonarle la vida a Namor y le ofrece una alianza pacífica. Namor acepta y sus guerreros se retiran.
Con esa resolución diplomática, Shuri pierde su reclamo al trono al rechazar el duelo de sucesión expectante y permitir que M'Baku asista por su propio reclamo sin oposición de ella. En cambio, Shuri, que permanece como Pantera Negra en una posición separada y planta más hierbas en forma de corazón para asegurar que el futuro manto de la Pantera Negra siga presente, visita a Nakia en Haití y quema su ropa funeraria, aceptando finalmente la muerte de su hermano. Luego se entera de que Nakia y T'Challa tienen un hijo, Toussaint, a quien Nakia ha estado criando en secreto lejos de la presión de vivir en Wakanda, y Toussaint revela que su nombre en Wakanda es T'Challa.

## Versiones alternativas
Varias versiones alternativas de Shuri aparecen en la serie animada What If...?, en el que es interpretada en voz por Ozioma Akagha.
- En un 2008 alternativo, Shuri está presente cuando su hermano mayor perdido hace mucho tiempo, Star-Lord T'Challa, regresa a Wakanda desde el espacio exterior con los Devastadores.
- En un 2010 alternativo, Killmonger asesina a T'Challa y diseña una invasión estadounidense a  Wakanda usando el dron "Stark Liberator", que Killmonger luego derrota, manipulando al rey T'Chaka para convertirlo en el próximo Pantera Negra. Shuri es capaz de ver a través de este engaño y le trae evidencia a Pepper Potts antes de intentar arrestar a Killmonger con Potts y Dora Milaje. Sin embargo, Killmonger luego es reclutado por el Vigilante para formar los Guardianes del Multiverso, dejando al grupo perplejo cuando lo descubren desaparecido (Killmonger queda atrapado en una dimensión de bolsillo cuando intenta tomar las Gemas del Infinito para sí mismo).

## Concepto y creación
Creado por el escritor Reginald Hudlin y el artista John Romita Jr., Shuri apareció por primera vez en Black Panther (Vol. 4) #2 (mayo de 2005). El personaje, originalmente escrito como una princesa de Wakanda y un personaje secundario, entrena y eventualmente sucede a su hermano mayor T'Challa, convirtiéndose en la Pantera Negra y gobernante de Wakanda por derecho propio. En 2018, Marvel publicó su primera serie vital en solitario titulada SHURI, escrita por Nnedi Okorafor, una historia sobre la mayoría de edad que se centró en Shuri lidiando con la ausencia de su hermano en el trono mientras exploraba su liderazgo e intereses.
El actor Donald Glover y su hermano Stephen hicieron algunas contribuciones menores a un borrador inicial del guion de la película debut de Shuri, Black Panther, desarrollando la relación de hermanos entre T'Challa y Shuri. El personaje Q de James Bond fue una influencia clave en el desarrollo de Shuri durante la fase de escritura de Black Panther, con el director Ryan Coogler diciendo:

"Al pasar por el proceso de escribir la película y trabajar con mi coguionista, Joe Robert Cole, pensé que Shuri sería una Q realmente genial. Sería muy interesante ver a una joven adolescente africana que ha manipulado este elemento [vibranio] de maneras que nadie más podría y que tiene confianza y es capaz de tener su propio espacio. En nuestras mentes, Wakanda es un lugar que ve la edad de manera diferente a otros lugares... También pensé que mientras escribíamos, me di cuenta de que cuantas más cosas podamos poner en esta relación entre T'Challa y su hermana, mejor. seremos... Su relación se basa en el amor, y de ahí surgieron muchas otras cosas. Se convirtió en mucho más que una Q"

En octubre de 2016, se anunció que la actriz Letitia Wright se había unido al elenco de Black Panther en un papel desconocido. Para el papel, Wright "vio videos de YouTube de princesas africanas reales" y trató de emular la idea de "chicas normales que resultan ser de la realeza" en su representación de Shuri. Hablando sobre el potencial inspirador de la película, Wright dijo que "entraron con la actitud de simplemente contar la verdad de la historia, inspirándose en diferentes partes de los países africanos, ya sea la tribu zulú o la tribu ashanti, en cualquier lugar donde pudiéramos encontrar representaciones verdaderas" de reinas y reyes en la misma África".
En noviembre de 2018, se confirmó que Wright volvería a interpretar su papel de Shuri en la secuela. El 28 de agosto de 2020, el actor principal Chadwick Boseman murió después de una batalla de cuatro años contra el cáncer de colon, y Kevin Feige confirmó más tarde que el papel no se modificaría, sintiendo que la interpretación de Boseman "trascendió cualquier iteración anterior del personaje en el pasado de Marvel". El guionista Joe Robert Cole recordó que después de la muerte de Boseman, se consideró que Nakia y M'Baku asumían el manto de Black Panther antes de decidirse por Shuri, a quien definió como una opción más fácil dado que el personaje se convierte en Black Panther en los cómics. Coogler siempre tuvo la intención de que Shuri eventualmente tomara el manto de Black Panther, pero "se haría de una manera diferente donde su hermano estaría junto a ella, realmente exploraría eso, como los cómics, las formas en que T'Challa y Shuri serían Black Panther uno al lado del otro e intentarían descubrir cómo defender su nación". Cuando Coogler le dijo a Wright por primera vez que ella sería la nueva protagonista de la franquicia, esta última estaba amargada porque era diferente de lo que esperaba y sintió que había un obstáculo del "síndrome del impostor que sentí mientras lo hacía". Ella le dio crédito al apoyo de Coogler, la coprotagonista Danai Gurira y el resto del elenco por ayudar en la transición. Wright, entonces "lidiando con las emociones del duelo y la pérdida", aprovechó esos sentimientos para dar autenticidad a la interpretación de Shuri en Wakanda Forever, citando tanto al personaje como a ella misma como "pasando por el mismo viaje".
La iteración original del guion de la secuela, que se centró en el duelo de T'Challa por el tiempo que perdió después de desintegrarse, presentaba a Namor como el antagonista. Después de la muerte de Boseman, el guion cambió para centrarse en la dinámica entre Namor y Shuri. Según Michael P. Shawver, hubo escenas que insinuaban una atracción romántica entre Shuri y Namor, pero se eliminaron debido a que los cineastas creyeron que pondrían en peligro la trama: "Pero luego debes tener cuidado con retratar, por ejemplo, Shuri coqueteando para conseguir lo que quiere en lugar de ser una líder diplomática y convertirse en la líder que necesita ser, a la que llegará al final". Marvel Studios permaneció oficialmente en silencio sobre la ascensión de Shuri a Black Panther antes del lanzamiento de la película, aunque el estudio aludió al desarrollo con "diseños de merchandising para carteles que brindan muchas pistas, imágenes que se muestran en avances y anuncios de televisión".

## Caracterización

### Personalidad e inteligencia
En Black Panther, Shuri es retratada como la hermana de 18 años de T'Challa que diseña nueva tecnología para su país, Wakanda. Letitia Wright describió a Shuri como innovadora de espíritu y mente, queriendo llevar a Wakanda a "un nuevo lugar", y sintió que era un buen modelo a seguir para las jóvenes negras. El productor ejecutivo de la película, Nate Moore, llamó a Shuri la persona más inteligente del mundo, incluso más que Tony Stark. Los hermanos Russo, directores de Avengers: Infinity War y Avengers: Endgame, coincidieron con la interpretación de ella como el personaje más inteligente.
Letitia Wright describió la inteligencia de Shuri como "realmente genial" y explicó: "Porque, ya sabes, a veces, cuando vemos personas que son 'súper inteligentes' y 'súper inteligentes', en realidad no se parecen a mí". Además agregó, "[para] que Marvel esté detrás de esto y sea lo suficientemente valiente como para decir: 'Ella es la chica más inteligente del universo, en el Universo Marvel' y 'Sí, es más joven que todos'... Ella y Peter Parker son prácticamente los niños más inteligentes de la cuadra'". En otra entrevista, dirigiéndose a Shuri como una inspiración para los jóvenes, explicó que "Tony y Banner son geniales, no solo como actores sino en las películas mismas. Son personajes increíbles e icónicos, así que poder estar a la par con ellos... ¡y eso ni siquiera es algo que dije! No dije eso, el jefe de Marvel dijo eso, y creó una especie de reacción en cadena. Y Nate Moore dijo esas cosas, ¡así que habla con esos tipos! Sentían con mucha fuerza que Shuri era la persona más inteligente del universo, y no voy a restarle importancia a eso. Los jóvenes son el futuro, por lo que es correcto permitir que eso sea lo que se dice en línea".
Coogler llamó a Wakanda Forever "una película de madre e hija" con Ramonda tratando de impartirle a Shuri la lección de que en el transcurso de una larga vida, ella "tendrá que llorar cosas, perderá cosas y no puede permitir que para cambiarla, no puede permitir que eso la apague". Coogler agrega que para ellos, la película "fue una prueba de si Shuri aprendió las lecciones que sus padres estaban tratando de enseñarle. ¿Y cómo sabes si aprendió las lecciones?"  Wright describió a Shuri como "enterrándose en su tecnología" mientras lloraba a su hermano en medio del tiempo que pasó en su laboratorio y comentó que una joven negra que es a la vez princesa y científica nunca antes había sido explorada en una "escala tan grande". Renaldo Matadeen cita su muerte a manos de Thanos justo cuando ella y T'Challa "se estaban recuperando y forjando un futuro" como el resultado de la intromisión de personas ajenas y dado que esto es seguido poco después por "la tragedia de su hermano, es comprensible que ella esté resentida con la mundo exterior, especialmente uno que sigue viendo a Wakanda como una amenaza o un aliado conveniente". Scott Thomas declaró que "la historia de Shuri ilustra cómo tener fe significa huir de lo que queremos que la fe nos brinde" cuando las instituciones mantienen la ciencia y la fe separadas y creer "con demasiada fuerza que algo está destinado a ser (para tratar de corregir lo que ya sucedió) es el camino más rápido hacia la venganza y una vida injusta". Joshua Fox compara el arco de Shuri con el de Killmonger "en el sentido de que su ira y su necesidad de venganza la estaban corrompiendo y no la hacían mejor que las personas a las que quería derribar", viendo su viaje en la secuela como "un reflejo del camino de la ira y venganza alimentada de Killmonger".
Meredith Loftus señala las muchas similitudes entre Shuri y Namor, ya que ambos "nacieron y se criaron en una tierra separada de la devastación total del colonialismo", están muy orgullosos de sus países de origen, sirven como líderes que quieren proteger a su gente y son "gente rota". William Goodman observa que Shuri está "ansiosa por prender fuego a Namor" y con la película insinuando "incluso una mínima posibilidad de que Shuri ceda a su ira lo convierte en uno de los arcos emocionales más radicalmente convincentes del Universo Cinematográfico de Marvel hasta la fecha". Miles Surrey compara el arco de Shuri en Wakanda Forever con el de su hermano en Civil War y la película original de Black Panther: "Al cruzarse con Namor, quien desprecia el mundo de la superficie porque obligó a sus antepasados mayas a retirarse a los océanos, Shuri se enfrenta a su propio equivalente a Killmonger: un antagonista cuyas motivaciones son comprensibles y que representa la tentación de permitir que la ira dicte tus decisiones".

### Apariencia y tecnología
La diseñadora de vestuario de Black Panther, Ruth E. Carter, incluyó un símbolo de Adinkra que representa un propósito en una de las camisetas de Shuri, similar a un motivo de Waawa, explicando que Shuri "ciertamente tiene un propósito en Wakanda". La inteligencia artificial de Shuri 'Griot' fue expresado por Trevor Noah, con el nombre 'Griot' siendo un término de África occidental para un historiador o narrador.
Para Wakanda Forever, Carter y otros que trabajaban en la secuela querían ropa con una "paleta de colores sombríos para llamar más la atención sobre las emociones de las escenas". Carter señaló que los grises y el púrpura del chándal de Shuri eran un homenaje al color real, pero eran "más un púrpura apagado con algo de azul". Shuri se pone un traje de Pantera Negra para su batalla final con Namor. El jefe de desarrollo visual de Marvel Studios, Ryan Meinerding, señala que el traje de Shuri "es una especie de combinación entre el traje de T'Challa y el traje de Killmonger. Una mezcla de la plata y el oro. Esa es la Pantera en la que necesitaba convertirse para luchar contra Namor al final". Carter agregó que el traje de Pantera Negra de Shuri fue diseñado "para realzar delicadamente la figura dinámica del traje de pantera" con más adornos que los de T'Challa y consideró que su inclusión y enfoque le dan al traje su feminidad y no se alejan "demasiado de su forma", la silueta de una mujer, con busto y caderas y hombros".

## Recepción

### Respuesta crítica y análisis
Las críticas inicialmente fueron positivas sobre el personaje y el potencial del personaje para el futuro, siendo descrito como una "favorita de los fanáticos". Jacob Stolworthy, de la publicación británica The Independent, elogió al personaje y la describió como "una de las mayores revelaciones de Black Panther". Mientras tanto, Manhola Dargis del New York Times, al reseñar Black Panther, elogió a Shuri como parte de "una falange de mujeres... que protegen [a T'Challa] con apoyo maternal, militar, fraternal y científico", describiendo la actuación de Wright como "vivaz" y comparando a Shuri con el "chico de los artilugios de Bond [Q]". Dave Trumbore de Collider y Caroline Framke de Vox también compararon su relación con T'Challa con lo que Q es para James Bond. Su burla de Everett K. Ross como un "niño blanco roto" fue recibida de manera particularmente positiva en los comentarios de los medios. La entrega de Shuri de la línea "¿Qué son esos?" en la película, también se recibió positivamente el uso de un popular meme de Internet de 2015, aunque el creador del meme, Brian 'Brusco' Moore, comentó negativamente sobre la renovada atención al meme. Caroline Framke de Vox, mientras tanto, elogió la representación de Shuri como "la mejor parte" de Black Panther, destacando su "energía elástica, de juego para cualquier cosa" y citándola como "la princesa de Disney luchadora que necesitamos y merecemos". Tanto Leah Greenblatt de Entertainment Weekly como Sam Sewell-Peterson elogiaron a Wright y Gurira, y Greenblatt escribió que la pareja se sentía más "como si pudieran sostener fácilmente sus propias películas".
El autor de Dear Martin y autor elegido para la adaptación de la novela de Scholastic Corporation de Shuri en la novela de ficción para adultos jóvenes Shuri: A Black Panther Novel, Nic Stone, elogió la versión cinematográfica del personaje y afirmó: "Me enamoré profundamente del ingenioso genio STEM chica que se robó todo el espectáculo". Habiendo sido etiquetada como el personaje más inteligente del MCU, a menudo se debate en los medios si ella o Tony Stark son más inteligentes.
La interpretación de Wright de Shuri en Wakanda Forever, en la que sucede a su hermano como Black Panther, fue bien recibida en su mayoría. Elogiando al elenco, AO Scott de The New York Times escribió: "Bassett, Wright, Gurira, Williams y Coel, junto con Lupita Nyong'o como Nakia, quien aparece un poco tarde en la acción, forman el tipo de díscolo y formidable conjunto que debería ser una franquicia por derecho propio". Empire elogió a Wright por encontrar "una volatilidad convincente para que Shuri sea el centro de atención"; Forbes señaló que la "caracterización conflictiva y de múltiples capas de Wright es un viaje emocional tan completo como cualquiera que hayamos visto en el universo expansivo de héroes de Marvel" con una transformación lenta de reactivo a "más decidido y proactivo"; El escritor de The Harvard Crimson, Kieran J. Farrell, observa que si bien Wakanda Forever "se vuelve bastante hinchado en algunos puntos, la finalización del viaje de Shuri se ejecuta extremadamente bien al final, lo que sin duda es lo más importante"; Ross Bonaime de Collider escribió que Wakanda Forever era, en general, "la película de Wright, a medida que crece el peso de sus responsabilidades, mientras ella todavía intenta ignorar su angustia" y elogió a la actriz por personificar bellamente "el dolor, la frustración, la ira"., y el miedo que inherentemente tiene esta película de tener que decir adiós". Sin embargo, algunos comentaristas no fueron receptivos al papel ascendido de Shuri, con Eric Webb admitiendo que Wright "le da a Shuri una nueva profundidad, pero el papel de protagonista nunca encaja", y Evan Dondlinger de The Daily Nebraskan lamentando que Wright "simplemente no tiene el poder de estrella para impulsar esta serie como su nuevo protagonista, lo cual no es culpa de ella ni del cineasta".

## En otros medios
El libro Wakanda Files: A Technological Exploration of the Avengers and Beyond se centra en los Vengadores desde la perspectiva de Shuri, haciendo referencia a los eventos de las películas y la serie de televisión Agents of SHIELD..